# Andrea Briosco
Andrea Briosco, även kallad Riccio, född omkring 1470 och död 1532, var en italiensk bronsskulptör.
Briosco arbetade i Padua, bland annat för Sankt Antoniokatedralen, där han utförde en praktfull kandelaber samt två reliefer. I ävrigt tillvarade han en mängd smärre reliefer för bruksföremål, medaljer och annat liknande.